# Diocesi di Croia
La diocesi di Croia (in latino Dioecesis Croënsis) è una sede soppressa e sede titolare della Chiesa cattolica suffraganea dell'arcidiocesi di Durazzo.

## Territorio
La diocesi aveva sede nella città di Croia e abbracciava un territorio compreso tra i fiumi Mat e Ishëm, a nord di Tirana.

## Storia
La diocesi di Croia è attestata in epoca bizantina nelle Notitiae Episcopatuum del patriarcato di Costantinopoli, dall'inizio del IX secolo fino al XII secolo; nelle Notitiae la diocesi di Κροων è annoverata tra le suffraganee dell'arcidiocesi di Durazzo, assieme alle diocesi di Stefaniaco, Cunavia e Alessio.
Secondo i curatori degli Acta et diplomata Albaniae, la diocesi fu istituita agli inizi del VII secolo e comprendeva un territorio che le fonti greche chiamavano Albanon o Arbanon. Nelle fonti latine, a partire dal XII secolo, si trovano due nomenclature diverse, quella Croensis e quella Albanensis o Arbanensis; tuttavia si tratterebbe della stessa diocesi e solo a partire dal 1279 si trovano due vescovi distinti per le due sedi. Gli stessi editori menzionano come primo vescovo di Croia, il prelato Davide che figura nella prima sessione del concilio di Costantinopoli dell'879-880 nel quale fu riabilitato il patriarca Fozio.
Se la tesi dei curatori degli Acta et diplomata Albaniae è corretta, i successivi vescovi noti di questa sede si trovano nelle fonti latine a partire dalla seconda metà del XII secolo con il titolo di episcopi Albanensis, Arbanensis o de Arbania: si tratta di Lazzaro, documentato nel 1166 e 1167; Paolo, documentato nel 1208 e probabilmente anche nel 1209; e di un anonimo vescovo, menzionato nel 1250 e nel 1252. Nelle fonti greche, un anonimo Croarum episcopus è menzionato in un atto del 1216.
Sul finire del XIII secolo si trovano due vescovi contemporanei, Romano di Croia e Michele di Arbano, che attestano l'esistenza di due diocesi distinte, che da questo momento avranno ciascuna una propria serie di vescovi.
Le fonti ecclesiastiche della Curia romana, dal XIV al XVI secolo, conservano atti e diplomi con l'indicazione di vescovi Cro(j)ensis e vescovi Cro(y)acensis. Secondo alcuni autori, si tratta di due sedi vescovili distinte: la seconda farebbe riferimento alla diocesi di Tenin, nota nelle fonti ecclesiastiche dell'XI-XIII secolo come diocesi Croatensis, ossia diocesi dei Croati. I curatori degli Acta et diplomata Albaniae invece ritengono si tratti di una sola diocesi, a causa delle molte varianti presenti negli atti curiali di quel periodo: come esempio riportano il caso del vescovo Gualtiero, chiamato episcopus Croensis in occasione della sua nomina nel 1400 e episcopus Croacensis quando morì nel 1425.
L'ultima menzione della serie episcopale di Croia risale alla prima metà del XVI secolo.
Croia è annoverata tra le sedi vescovili titolari della Chiesa cattolica con il nome di Croe; la sede è vacante dall'8 aprile 2025.

## Cronotassi

### Vescovi
I vescovi preceduti da * appartengono alla serie degli episcopi Croyacenses.
- Davide † (menzionato nell'879)[8]
- Anonimo (Croarum episcopus) † (menzionato nel 1216)[5]
- Romano † (prima del 1279[9] - dopo il 1298)
- Andrea I † (prima del 1318 - dopo il 1334 ?[10])
- * Giacomo di Ahrweiler, O.Carm. † (25 giugno 1352 - 12 aprile 1370 deceduto) (vescovo titolare)[11]
- Gregorio † (? deceduto)
- Andrea II, O.F.M. † (8 giugno 1366 - ?)
- * Enrico di Wylstein (Wildenstein), O.F.M. † (5 luglio 1372 - 1383 nominato vescovo di Trieste) (vescovo titolare ?)[12]
- * Bernardo † (menzionato nel 1391)
- Giovanni ? † (? deceduto)[13]
- Gualtiero, O.E.S.A. † (20 febbraio 1400 - 13 aprile 1405 nominato vescovo di Bova)
- * Antonio Ventura, O.F.M. † (10 ottobre 1425 - ?)
- Silvestro † (? deceduto)
- Paolo I † (9 febbraio 1458 - ? deceduto)
- Pietro de Varnis (o Bruto) † (23 agosto 1468 - circa 1471 nominato vescovo di Cattaro)
- Elias Sguri, O.P. † (2 agosto 1471 - ? deceduto)
- * Niccolò de Monte † (29 marzo 1476 - 14 febbraio 1483 nominato vescovo di Chirone)
- Martino di Porto, O.F.M. † (18 febbraio 1498 - ?)
- Paolo II † (? deceduto)
- * Martino † (15 dicembre 1507 - ?)
- * Andrea Lagogne, O.Cist. † (24 agosto 1515 - ? )[14]
- * Matthaeus Unadopya † (20 aprile 1517 - ?)
- * Ferdinandus de Saxamone † (17 dicembre 1517 - ?)[15]
- * Franciscus de Reucon (de Treio), C.R.S.A. † (10 dicembre 1518 - ?)
- Francesco di Scio, O.F.M.Conv. † (18 gennaio 1525 - ?)
- * Jean de Vaulx † (16 aprile 1540 - ?)[14]
- * Jean Vallier † (1º marzo 1542 - ?)[14]

### Vescovi titolari
- Isidoro Aparición Gilart † (25 gennaio 1694 - 1º gennaio 1711 deceduto)
  - Crescenzio Cavalli, O.F.M. † (1791 - 24 dicembre 1791 deceduto) (vescovo eletto)[16]
- Giovanni Battista di Mandello, O.F.M. † (17 febbraio 1792 - 25 giugno 1804 deceduto)
- Andrea Canova, O.F.M.Cap. † (14 dicembre 1847 - 10 agosto 1866 deceduto)
- Moise Amberbojan, C.A.M. † (7 febbraio 1885 - 1898 deceduto)
- Giovanni Barcia † (24 aprile 1902 - 2 dicembre 1912 deceduto)
- Antônio José dos Santos, C.M. † (13 dicembre 1918 - 22 novembre 1929 nominato vescovo di Assis)
- Crisanto Luque Sánchez † (16 gennaio 1931 - 9 settembre 1932 nominato vescovo di Tunja)
- John Bernard MacGinley † (26 settembre 1932 - 18 ottobre 1969 deceduto)
- Evelio Ramos Díaz † (26 ottobre 1970 - 25 novembre 1976 deceduto)
- Edgardo Gabriel Storni † (4 gennaio 1977 - 28 agosto 1984 nominato arcivescovo di Santa Fe)
- Santiago García Aracil † (20 novembre 1984 - 31 maggio 1988 nominato vescovo di Jaén)
- Michel Malo, Ist. del Prado (1º settembre 1988 - 29 marzo 1996 nominato vescovo di Mahajanga)
- Emilio Simeón Allué Carcasona, S.D.B. † (24 luglio 1996 - 26 aprile 2020 deceduto)
- Bruce Alan Lewandowski, C.SS.R. (10 giugno 2020 - 8 aprile 2025 nominato vescovo di Providence)